# Andalgalá (departement)
Andalgalá is een departement in de Argentijnse provincie Catamarca. Het departement (Spaans:  departamento) heeft een oppervlakte van 4.497 km² en telt 17.102 inwoners.

## Plaatsen in departement Andalgalá
| - Aconquija - Agua de las Palomas - Agua Verde - Alto de las Juntas - Amanao - Andalgalá - Buena Vista - Campo El Pucará - Chaquiago - Choya | - Ciénaga El Pozo - Cóndor Huasi - El Alamito - El Arbolito - El Durazno - El Espinillo - El Lampazo - El Lindero - El Pantanito - El Potrero | - Finca Juan J.Gil - La Aguada - La Guadita - La Mesada - Las Palmitas - Las Rosas - Ojo de Agua - Río Potrero - Taco Yacu - Villa Vil |